# Schausiella polybioides
Schausiella polybioides är en fjärilsart som beskrevs av Eugène Louis Bouvier 1927. Schausiella polybioides ingår i släktet Schausiella och familjen påfågelsspinnare. Inga underarter finns listade.